# Storthyngura intermedia
Storthyngura intermedia är en kräftdjursart som först beskrevs av Frank Evers Beddard 1885.  Storthyngura intermedia ingår i släktet Storthyngura och familjen Munnopsidae. Inga underarter finns listade i Catalogue of Life.